# Cahuita
Cahuita – miasto w Kostaryce, w prowincji Limón.